# Liste der Stolpersteine im Komitat Zala

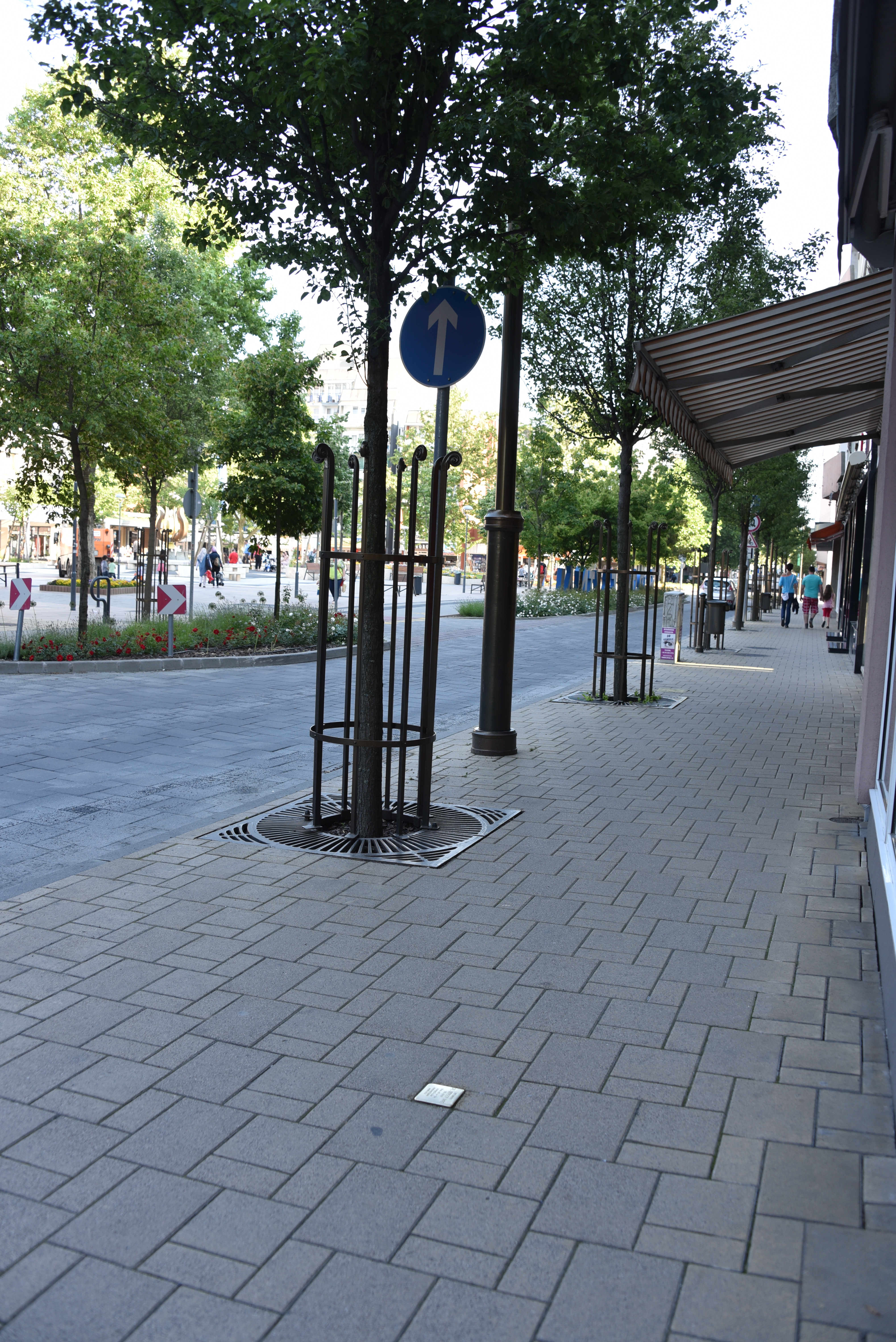
Stolperstein für Dr. Imre Berger in Zalaegerszeg

Die Liste der Stolpersteine im Komitat Zala enthält die Stolpersteine, die im Komitat Zala in Westungarn verlegt wurden. Stolpersteine erinnern an das Schicksal der Menschen, welche von den Nationalsozialisten ermordet, deportiert, vertrieben oder in den Suizid getrieben wurden. Die Stolpersteine wurden von Gunter Demnig verlegt und liegen im Regelfall vor dem letzten selbstgewählten Wohnsitz des Opfers. Stolpersteine heißen auf Ungarisch Botlatókő. Die ersten Verlegungen in diesem Komitat fanden am 28. August 2007 in Nagykanizsa statt.
Die ungarische Namensschreibung setzt den Familiennamen stets an die erste Stelle. Zudem besteht in Ungarn die Tradition, dass verheiratete Frauen mit Vor- und Zuname ihres Ehemannes bezeichnet werden – mit der zusätzlichen Endung -né nach dem Vornamen des Ehemannes. Die Frau von Bónis Adolf heißt also Bónis Adolfné.

## Verlegte Stolpersteine

### Egervár
In Egervár wurden drei Stolpersteine an einer Adresse verlegt.
| Stolperstein | Übersetzung | Verlegeort               | Name, Leben    |
| ------------ | --- | ------------------------ | -------------- |
|              | HIER WOHNTE ADOLF GOTTLIEB JG. 1873 INTERNIERT IM GHETTO VON VASVÁR 10.5.1944 ERMORDET IN AUSCHWITZ IM JULI 1944                    | Széchenyi Ferenc útca 19 | Adolf Gottlieb |
|              | HIER WOHNTE PAULA DIE FRAU VON ADOLF GOTTLIEB JG. 1873 INTERNIERT IM GHETTO VON VASVÁR 10.5.1944 ERMORDET IN AUSCHWITZ IM JULI 1944 | Széchenyi Ferenc útca 19 | Paula Gottlieb |
|              | HIER WOHNTE KLÁRA GOTTLIEB JG. 1918 INTERNIERT IM GHETTO VON VASVÁR 10.5.1944 ERMORDET IN AUSCHWITZ IM JULI 1944                    | Széchenyi Ferenc útca 19 | Klára Gottlieb |

### Nagykanizsa
In Nagykanizsa wurden 24 Stolpersteine an 15 Adressen verlegt.
| Stolperstein | Übersetzung | Verlegeort            | Name, Leben                |
| ------------ | --- | --------------------- | -------------------------- |
|              | HIER WOHNTE GÁBOR BIEN JG. 1898 DEPORTIERT 1944 NACH AUSCHWITZ ERMORDET 1944                                                  | Sugár útca 50         | Gabor Bien                 |
|              | HIER WOHNTE DIE FRAU VON GÁBOR BIEN GIZELLA KAUFMANN JG. 1898 DEPORTIERT 1944 NACH AUSCHWITZ ERMORDET 1944                    | Sugár útca 50         | Gizella Bien geb. Kaufmann |
|              | HIER WOHNTE ELEMÉR GRÜNHUT JG. 1889 29. APRIL 1944 DEPORTIERT NACH AUSCHWITZ ERMORDET                                         | Deák Ferenc tér 2     | Elemér Grünhut             |
|              | HIER WOHNTE DR. LIPÓT GODA JG. 1866 28. APRIL 1944 DEPORTIERT NACH AUSCHWITZ ERMORDET                                         | Ady Endre utca 8      | Dr. Lipót Goda             |
|              | HIER WOHNTE JANCSIKA HAMBURG JG. 1942 DEPORTIERT 1944 NACH AUSCHWITZ ERMORDET                                                 | Eötvös tér 8          | Jancsika Hamburg           |
|              | HIER WOHNTE MIKLÓS HAMBURG JG. 1913 DEPORTIERT 1944 NACH AUSCHWITZ ERMORDET                                                   | Eötvös tér 8          | Miklós Hamburg             |
|              | HIER WOHNTE DR. JÁNOS HOFFMANN JG. 1895 DEPORTIERT 1944 NACH AUSCHWITZ ERMORDET 1945                                          | Batthyány útca 12     | Dr. János Hoffmann         |
|              | HIER WOHNTE DIE FRAU VON JÁNOS HOFFMANN HÉLEN SCHÜTZ JG. 1903 DEPORTIERT 1944 NACH AUSCHWITZ ERMORDET AM 21.4.1945 IN RECHLIN | Batthyány útca 12     | Hélen Hoffmann geb. Schütz |
|              | HIER WOHNTE DIE FRAU VON RUDOLF LUSZTIG FANNI UNGÁR JG. 1898 DEPORTIERT 1944 NACH AUSCHWITZ ERMORDET 1944                     | Király útca 28        | Fanni Lusztig geb. Ungár   |
|              | HIER WOHNTE JENŐ JÁNOS MÜLLER JG. 1931 DEPORTIERT 1944 NACH AUSCHWITZ ERMORDET AM 21.5.1944                                   | Király útca 15        | Jenő Janos Müller          |
|              | HIER WOHNTE DIE FRAU VON BÉLÁ NAGY REGINA KOHN JG. 1884 DEPORTIERT 1944 NACH AUSCHWITZ ERMORDET AM 27.5.1944                  | Rozgonyi útca 25      | Regina Nagy geb. Kohn      |
|              | HIER WOHNTE ERNŐ GOTZEL POLLÁK JG. 1886 DEPORTIERT 1944 NACH AUSCHWITZ ERMORDET                                               | Király útca 9         | Ernő Gotzel Pollák         |
|              | HIER WOHNTE DIE FRAU VON ERNŐ POLLÁK REZSÉBET SZABÓ JG. 1886 DEPORTIERT 1944 NACH AUSCHWITZ ERMORDET                          | Király útca 9         | Erzsébet Pollák geb. Szabó |
|              | HIER WOHNTE DIE FRAU VON ROTTER LILI DEUTSCH JG. 1921 DEPORTIERT 1944 NACH AUSCHWITZ ERMORDET 1944                            | Ady Endre utca 7      | Lili Rotter geb. Deutsch   |
|              | HIER WOHNTE DÁNIEL SAS JG. 1887 DEPORTIERT 1944 NACH AUSCHWITZ ERMORDET                                                       | Csengery útca 29      | Dániel Sas                 |
|              | HIER WOHNTE DIE FRAU VON DÁNIEL SAS MÁRIA FICHLER JG. 1887 DEPORTIERT 1944 NACH AUSCHWITZ ERMORDET                            | Csengery útca 29      | Mária Sas geb. Fichler     |
|              | HIER WOHNTE VILMOS STERNBERG JG. 1902 DEPORTIERT 1944 NACH AUSCHWITZ ERMORDET 1944                                            | Teleki útca 20        | Vilmos Sternberg           |
|              | HIER WOHNTE ILONA TAUSZ JG. 1890 DEPORTIERT NACH AUSCHWITZ ERMORDET                                                           | Király útca 15        | Ilona Tausz                |
|              | HIER WOHNTE ALADÁR VERMES JG. 1884 DEPORTIERT 1944 NACH AUSCHWITZ ERMORDET 1944                                               | Kisfaludy útca 17/C   | Aladár Vermes              |
|              | HIER WOHNTE DIE FRAU VON ALADÁR VERMES IRMA SPITZER JG. 1890 DEPORTIERT 1944 NACH AUSCHWITZ ERMORDET 1944                     | Kisfaludy útca 17/C   | Irma Vermes geb. Spitzer   |
|              | HIER WOHNTE JÓZSEF WEISZ JG. 1895 DEPORTIERT 1944 NACH AUSCHWITZ ERMORDET 1944                                                | Kinizsi útca 11       | József Weisz               |
|              | HIER WOHNTE DIE FRAU VON JÓZSEF WEISZ JOLÁN SOMMER JG. 1901 DEPORTIERT 1944 NACH AUSCHWITZ ERMORDET 1944                      | Kinizsi útca 11       | Jolán Weisz geb. Sommer    |
|              | HIER WOHNTE DR. ERNŐ WINKLER JG. 1894 29. APRIL 1944 DEPORTIERT NACH AUSCHWITZ ERMORDET                                       | Zrínyi Miklós utca 33 | Dr. Ernő Winkler           |
|              | HIER WOHNTE GÁBOR LAJOS WINKLER JG. 1928 28. APRIL 1944 DEPORTIERT NACH AUSCHWITZ ERMORDET                                    | Zrínyi Miklós utca 33 | Gábor Lajos Winkler        |

### Zalaegerszeg
In Zalaegerszeg wurden drei Stolpersteine an drei Adressen verlegt.
| Stolperstein | Übersetzung                                                                       | Verlegeort         | Name, Leben    |
| ------------ | --------------------------------------------------------------------------------- | ------------------ | -------------- |
|              | HIER WOHNTE DR. IMRE BERGER JG. 1903 5.7.1944 DEPORTIERT NACH AUSCHWITZ ERMORDET  | Lajos Utca 11      | Imre Berger    |
|              | HIER WOHNTE DR. MÓZES JUNGER JG. 1874 5.7.1944 DEPORTIERT NACH AUSCHWITZ ERMORDET | Vörösmarty Utca 19 | Mózes Junger   |
|              | HIER WOHNTE FRIGYES SCHÜCZ JG. 1873 5.7.1944 DEPORTIERT NACH AUSCHWITZ ERMORDET   | Jákum Utca 1       | Frigyes Schücz |

## Verlegedaten
Die Stolpersteine in diesem Komitat wurden von Gunter Demnig persönlich an folgenden Tagen verlegt:
- 28. August 2007: Nagykanizsa und Zalaegerszeg[2]
- 23. Juli 2015: Nagykanizsa
- 26. September 2017: Egervár